# 위정 (동오)
위정(衛旌, ? - ?)은 중국 후한 말, 삼국 시대 동오의 정치가로, 자는 자기(子旗)며 서주 광릉군 사람이다.

## 행적
중원의 난리를 피해, 보즐(步騭)과 함께 강동으로 옮겨, 낮에는 오이 농사로 생계를 유지하고 밤에는 글을 읽었다. 그곳 군의 호족 초정강(焦征羌, 《오록》에 따르면 이름은 초교(焦矯)며, 정강령을 지냈다)을 두려워하여 보즐과 함께 오이를 바치러 갔는데, 초정강은 위정 일행을 심히 멸시했다. 위정은 심히 치욕스럽게 여겨 오이를 바치지 않고 돌아가려 했으나, 보즐이 애당초 절개를 꺾고 온 것이라며 만류하여 함께 오이를 바쳤다. 초정강은 자신은 좋은 식사를 주면서 위정과 보즐에게는 채소만을 주었으니, 위정은 치욕스럽게 여겨 먹지 않았으나 보즐은 잘 먹었다. 위정은 보즐에게 치욕도 모르냐며 분노했으나, 보즐은 자신들이 빈천한 대로 대접받았을 뿐이라고 답했다.
무릉태수로 재직할 무렵 형주를 주관하는 태상 반준(潘濬)과 사이가 좋지 않았으며, 어떤 사람이 자신에게 반준이 이종형이며 촉한의 대장군인 장완(蔣琬)에게 밀사를 보냈다는 말을 하자 이를 손권(孫權)에게 전했다. 그러나 손권은 이를 믿지 않았으며, 그 때문에 소환되어 면직되었다.
훗날, 위정의 관위는 상서에 이르렀다.